# Agrafinówka
Agrafinówka – wieś w Polsce położona w województwie podlaskim, w powiecie suwalskim, w gminie Filipów.
| SIMC    | Nazwa       | Rodzaj    |
| ------- | ----------- | --------- |
| 1013022 | Chachłuszka | część wsi |
| 1013230 | Sadówka     | część wsi |

W latach 80. XIX wieku wieś zamieszkiwało 45 osób w 11 domach.
(W latach 1975–1998 miejscowość administracyjnie należała do województwa suwalskiego.